# Mas Morsell (Olivella)
El Mas Morsell és un edifici d'Olivella (Garraf) inclosa a l'Inventari del Patrimoni Arquitectònic de Catalunya.

## Descripció
Es tracta d'una masia de planta baixa i pis. Al mig de l'edifici es troba un ampli pati, al que s'accedeix a través d'una porta formada per un arc rodó rebaixat amb llinda de maó vist. La resta de les obertures, és a dir, les altres portes i finestres són de maó vist i llindes de fusta. El conjunt té diferents volums que són coberts amb teulades a una i dues vessants.